# Lucilo de la Peña Cruz

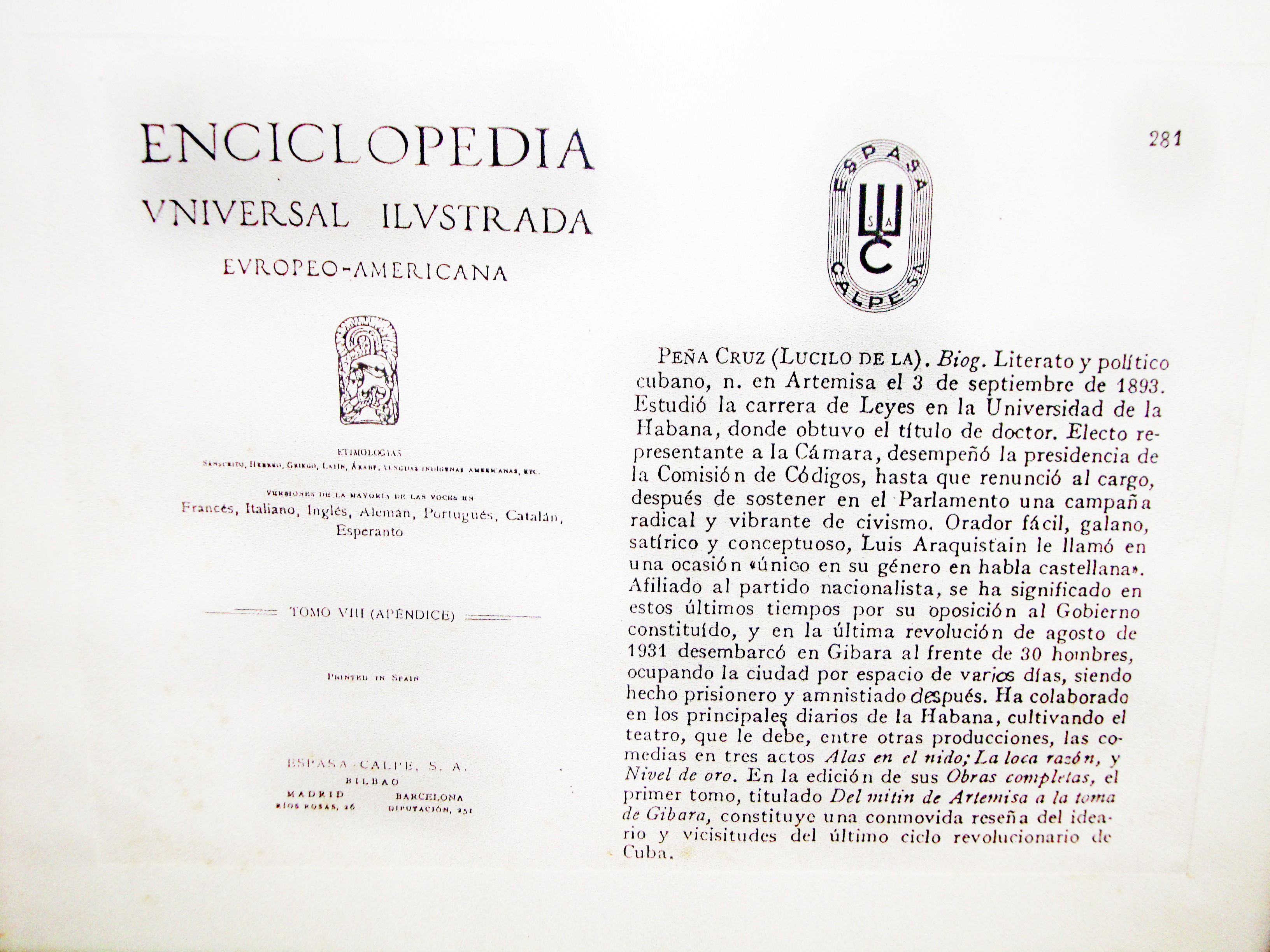
«Resumen biográfico de Lucilo de la Peña». Enciclopedia Espasa-Calpe.

Lucilo de la Peña Cruz (Artemisa, Cuba; 3 de septiembre de 1892 - Ciudad de La Habana, 26 de febrero de 1971) fue un destacado intelectual y político cubano de la primera mitad del siglo XX.

## Biografía
Lucilo Ramón de la Peña y de la Cruz nació en el pueblo de Artemisa, en aquel entonces perteneciente a Pinar del Río. Sus padres fueron Lucilo de la Peña Sierra y Sofía de la Cruz y de la Cruz, acaudalados españoles asentados en Cuba durante la Colonia.  A los 21 años (en 1914) obtuvo el título de Doctor en derecho público por la Universidad de La Habana, realizó estudios posteriores en Madrid, España y regresó a Cuba a mediados de la década de 1920. 
En 1930 se casó con la española María de la Concepción (Concha) López de Trigo de la Cuesta. Tuvo dos hijos: Lucilo y Elisa Sofía de la Concepción (Conchita).
Como abogado y periodista, se opuso activamente al dictador Gerardo Machado. En 1931 desembarcó en una expedición que atracó en Gibara, provincia de Oriente, con otros 36 disidentes que llegaron a tomar la ciudad pero fueron detenidos por el ejército, encarcelados en La Cabaña y amnistiados después, gracias a la presión social ejercida. Machado fue derrocado dos años más tarde, tras la huelga general de 1933.
Luego de una carrera como Senador por Pinar del Río, en 1937 Lucilo de la Peña asumió la Presidencia del Senado de la República de Cuba, cargo al que renunció por desacuerdos políticos.  Como parte de su trayectoria en el Capitolio Nacional, fundó la biblioteca pública anexa a la del Congreso y apoyó la Constitución de 1940 que promulgaba la Ley de 8 horas de trabajo, el derecho al voto sin distinción de credo, raza, género o clase social e introdujo la noción de los derechos colectivos, entre otras reformas, así como confirmaba el derecho a la propiedad privada.
En 1940 se vinculó al primer gobierno de Fulgencio Batista y más tarde se separó, tomando la decisión de dar por terminado su paso por la política activa, para enfocarse en su trabajo como periodista y escritor. Se declaró antidictatorial, antifascista y librepensador. Siguió apoyando la causa republicana española y dirigió una fuerte campaña mediática en contra del dictador venezolano Juan Vicente Gómez, por lo que recibió la Orden del Libertador del citado país en 1948, durante el gobierno de Rómulo Gallegos.
La personalidad contestataria y controversial de Lucilo lo llevó a involucrarse en muchos duelos a lo largo de su vida. Incluso ya mayor, se ofrecía como árbitro en los desafíos en calidad de experto, según relata el diario Juventud Rebelde.
Apasionado por la historia de Cuba y sus contiendas, reunió una interesante colección de armas en la que atesoraba desde sables hasta pistolas y rifles de la Toma de La Habana por los ingleses y de la Guerra de Independencia contra España. Indudablemente, su pieza más preciada era el machete de combate obsequiado por Juan Gualberto Gómez, gran amigo y veterano de la mencionada gesta emancipadora de Cuba.

## Trayectoria intelectual

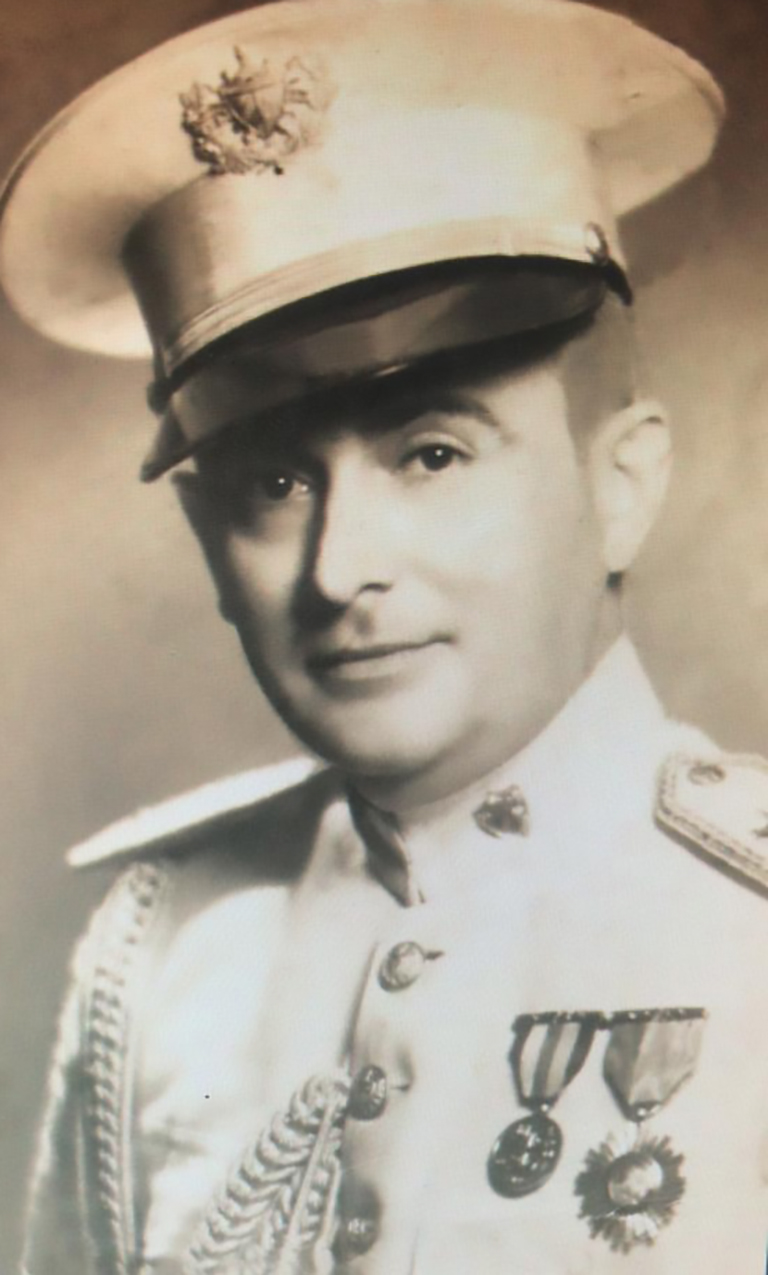
Lucilo de la Peña con la Orden del Libertador.

Lucilo de la Peña fue uno de los fundadores de la Sociedad Pro Teatro Cubano a inicios del siglo XX, junto con Gustavo Sánchez Galarraga. La Enciclopedia Espasa Calpe cita que escribió las obras de teatro: «Alas en el nido», «La loca razón» y «Nivel de oro», entre otras. En su casa de la calle Cristo en La Habana, se reunió el grupo de actores y dramaturgos que conformaron la escena criolla del momento, según apuntan los investigadores Antonio González Curquejo, Dolores Martí y Rosa Ileana Boudet.
Entre 1935 y 1959, dirigió la Gaceta Oficial, creó el periódico Frente y colaboró con varios medios escritos, como el Diario de la Marina, el diario La Prensa y la revista Cuba Contemporánea, entre otros. Tanto en su redacción como en su oratoria, se caracterizó por un estilo rebuscado y un enfoque de corte nacionalista. La editorial Luz-Hilo, de su propiedad, publicó las obras del Apóstol José Martí, por quien profesaba la mayor admiración, así como una amplia selección de literatura cubana y universal.
Frecuentó las tertulias literarias de su época y se relacionó con intelectuales y artistas como Jorge Mañach, Manuel Navarro Luna, Lydia Cabrera, Herminio Almendros, Alejo Carpentier, Sara Hernández Catá, Joaquín Aristigueta, Ricardo Núñez Portuondo, Rafael Suárez Solís, el esgrimista olímpico Ramón Fonst y el poeta venezolano Andrés Eloy Blanco, autor del inmortal poema «Píntame angelitos negros» que vivió parte de su exilio en Cuba, a fines de la década de 1940. Andrés Eloy le dedicó el soneto: «Este Lucilo de la Peña un día» escrito en 1925 y publicado posteriormente en su libro Poda. Ambos intelectuales mantuvieron una profunda amistad desde que se conocieron, muy jóvenes, en Madrid.
Refieren sus familiares, que Lucilo de la Peña Cruz murió en Cuba por causas de salud, el 26 de febrero de 1971 a la edad de 77 años, rodeado por sus seres queridos y completamente apartado de la vida política y social del país. Sus restos permanecen en el cementerio de Artemisa.